# ばくあね 〜弟しぼっちゃうぞ!
『ばくあね　弟しぼっちゃうぞ!』（ばくあね　おとうとしぼっちゃうぞ!）は、2014年1月31日にアトリエかぐや BARE&BUNNYから発売された18禁恋愛アドベンチャーゲームである。

## ストーリー
高校生で有名なサッカー選手でもある主人公・早崎涼史郎は、とある試合で足を大怪我してしまい、リハビリのためしばらく自宅へ帰郷する。数年ぶりの帰郷で疎遠になっていた4人の姉に温かく迎えられた。ところが、悪友がいたずらで仕込んだ妹系のエロ雑誌やDVDを姉たちが見つけてしまう。彼女たちは涼史郎の事を異性としての感情を持っており、リハビリと性格矯正という建前で性的な誘惑をしてきた。

## 登場人物

### 主要人物
早崎 涼史郎(はやさき　りょうしろう)
主人公。高校生で、かつて国際ユース日本代表にも選ばれた事もあるトップクラスの有名なサッカー選手でもある。数年間実家を離れて第一線で活躍していたが、とある試合で足に大怪我を負ったため、リハビリも兼ねて実家に帰郷する事となる。
サッカー選手としてメディアに紹介された事もあり有名人で、整った顔立ちと引き締まった身体をしているため女性ファンも多く、高校に編入してからも女子生徒からモーションをかけられている。
家族の中では末っ子で、昔から姉達に溺愛されている。性格は至って真面目であり、悪友のイタズラをきっかけに姉たちからカミングアウトされ、自身としては誤解を解いて元の姉弟関係に戻りたいと思っている。
早崎 乃絵実(はやさき　のえみ)
声 - ヒマリ
長女。父親の前妻であるフランス人女性との間に生まれたハーフで、正式名称はノエミ=クロエ=早崎。長期的な単身赴任で遠地に居る両親に自宅を任されている。涼史郎が転校する高校の保険医をしており、そのグラマラスなプロポーションで男子生徒からの人気が高い。
昔から唯一の弟である涼史郎に母性的に接して何かと世話を焼きたがり、今回の騒動に関しても涼史郎に真人間に戻ってほしいと勘違いして色々とアプローチをかける事となる。
早崎 友梨音(はやさき　ゆりね)
声 - 大和桜
次女。美貌を活かしてグラビアアイドルとして活動している。サバサバとした性格の持ち主ではっきりと物事を言う。
姉達の中では一番涼史郎を溺愛しており、他の男性には全く興味がないことに加え、弟に近づく女性に対しては殺気を醸し出して追い払うほどである。仕事がオフの日は下校時に大抵校門前で涼史郎を待ち、所構わず涼史郎にスキンシップを図る。
今回の騒動を機に涼史郎を誘惑して既成事実を作り、結婚は無理でも一生傍に居たいと目論む。
早崎 実桜(はやさき　みお)
声 - 榛名れん
三女。大学生で、友梨音と並ぶ顔立ちと肢体から男性人気も高く、ミス大学に選ばれたことがある。
一方、近寄りがたい雰囲気があり、数年前に涼史郎が寮に入る前に大喧嘩した事もあり、涼史郎からは避けられていた。実は涼史郎を友梨音に負けず劣らずなほど溺愛しており、涼史郎以外の男には一切関心がなく､涼史郎に近づく女性に対しては無言の圧力で追い払うほど｡
今回の騒動を機に涼史郎への想いを明かし、その時の涼史郎の言葉に「両想いだった」と勘違いして開き直り、それまで感情を抑えてた反動もあって周囲を気にせずスキンシップを図るようになり、結婚は無理でも涼史郎の子供を身籠りたいと願うようになる。
早崎 菜留(はやさき　なる)
声 - 御苑生メイ
四女。涼史郎が転校する高校に通っており、学校では「メガネ文学美女」として人気がある。昔から涼史郎を姉として面倒を見ており、いつしか弟にへ恋慕を抱くようになったが、内気な性格で、世間的に姉弟という立場もありその気持ちを抑えてきた。が、時々妄想癖が暴走する事がある。
今回の騒動で涼史郎に真人間になってもらいたいと願い、相応に涼史郎にかまうようになる。

### その他の人物
アリス=フェル=エルランジュ
声 - 鈴音華月
乃絵実の従妹にあたるフランス人の少女。幼いころから乃絵実を「グランド・スール（フランス語で姉の意）」と呼び慕っていた。乃絵実と顔つきや雰囲気は似ているが、体つきは全く似てなく、特に貧乳なのを気にしている。
しばらくぶりに乃絵実に会いたくなり単身渡来したが、ポーチを失くし街中で困っているところを涼史郎に出会い助けられる。
乃絵実本人のルートではおば（乃絵実の母親）の頼みで彼女を帰省させる役として登場する。
隠しキャラクターでホームページには掲載されていない。情報はゲーム本編のスタッフロールより。

## 制作
本作はchoco chipにとって3年ぶりのメイン原画作品である。choco chipは専門誌「テックジャイアン」とのインタビューの中で、以前の感覚を取り戻すのに苦労したことに加え、自分が得意として来た姉ものだったため、昔のように描けるか不安だったと振り返っている。

## スタッフ
- 原画：Choco chip
- シナリオ：小沢祐樹/七歌/他

## 小説
パラダイムノベルスより発売。著者：黒瀧糸由。挿絵：choco-chip。
- ばくあね　～弟しぼっちゃうぞ! - ISBN 978-4-80151-022-7

## OVA
ピンクパイナップルよりDVDで発売。18禁。
- ばくあね 弟しぼっちゃうぞ! THE ANIMATION（2014年8月29日発売）
- ばくあね2 弟いっぱいしぼっちゃうぞ! THE ANIMATION（2017年11月24日発売）
- ばくあね 弟しぼっちゃうぞ！ THE ANIMATION ディレクターズカット版（2018年5月18日発売[3]）

### スタッフ（OVA）
- 監督・脚本・キャラクターデザイン・絵コンテ - 西川貴史
- オリジナルキャラクターデザイン - choco-chip
- アニメーション制作 - セブン
- 製作 - ピンクパイナップル

## 反響
choco chipは、発表した際のユーザーの反応が気がかりで、作業が終わるころにはへとへとになっていたが、反響が予想を上回ることに加え、温かく自分を迎えてくれたことで、最終的には心地よい充実感となったと述懐している。
実桜役の榛名れんは、今までにない大きな反響を感じ、自分の代表作になったと「BugBug」2024年12月号に掲載されたインタビューの中で述懐しており、以降も同様の役のオファーを受けるようになったと語っている。
OVA『ばくあね 弟しぼっちゃうぞ！ THE ANIMATION ディレクターズカット版』は、「FANZA 動画」におけるアニメの月間売上ランキング（2024年6月29日調べ）にて、9位にランクインしている。